# Siegfried von Clary-Aldringen

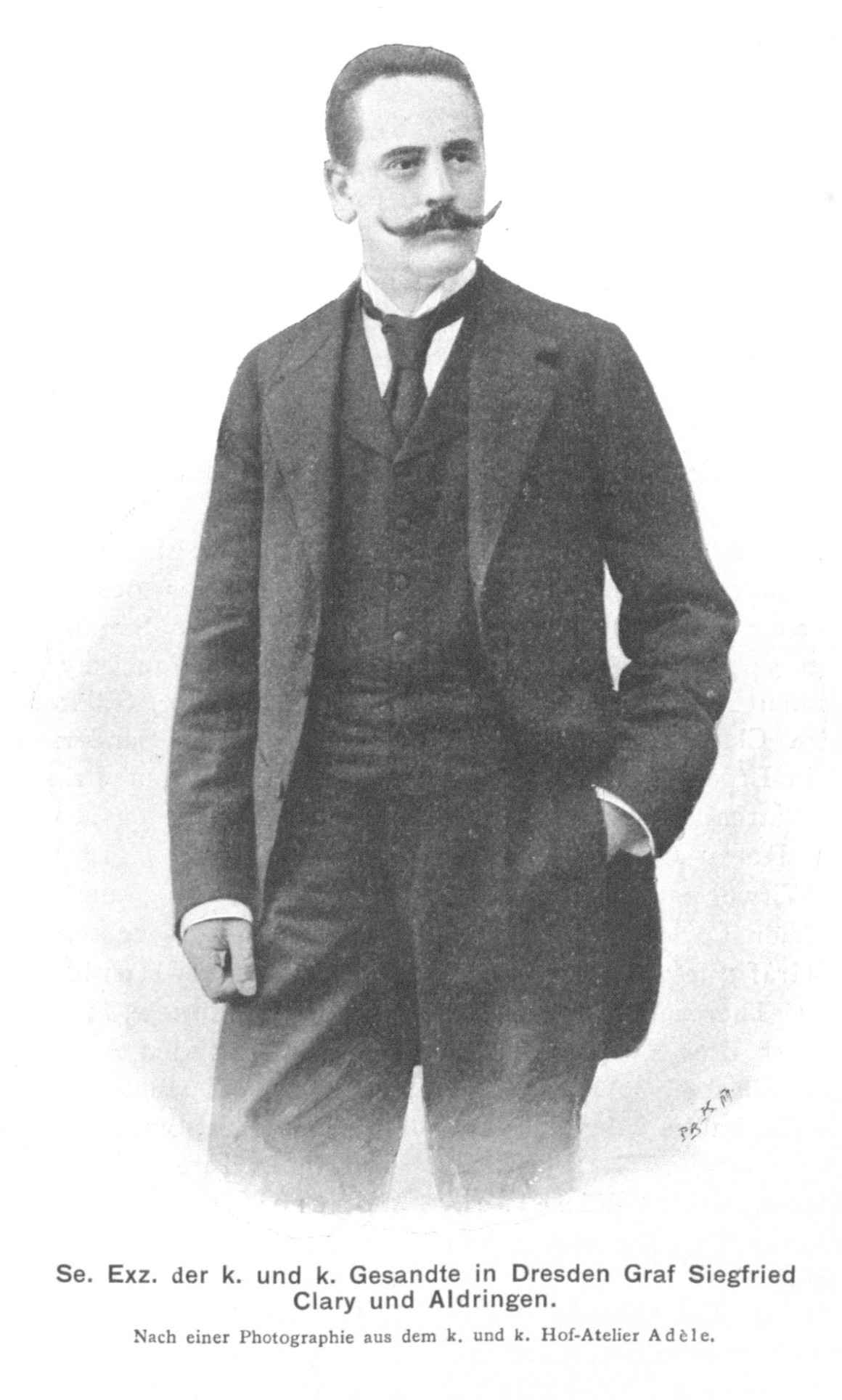
Portretfoto uit 1902

Vorst Siegfried Franz Johann Carl von Clary und Aldringen (14 oktober 1848 – 11 februari 1929) was een van de voornaamste Austro-Hongaarse diplomaten van de Belle Époque.
Siegried werd geboren in het familiekasteel van Teplitz. Hij was een telg van het adellijke geslacht Clary-Aldringen. Zijn vader was vorst Edmund Moritz en zijn moeder Elisabeth-Alexandrine gravin de Ficquelmont. Siegfrieds jongere broer Manfred (1852–1928) schopte het tot de leidende kringen van het land en werd in 1899 kortstondig minister-president van het keizerrijk. Als lid van de hoogste aristocratie zocht Siegfried een vrouw binnen zijn klasse: hij trouwde in 1885 te Wenen met gravin Thérèse Kinsky von Wchinitz und Tettau. Het echtpaar had drie kinderen.
Tijdens het leven van zijn vader was Siegfried graaf van Clary-Aldringen. Hij ging in 1873 werken voor het ministerie van Buitenlandse Zaken, daarmee in de voetsporen tredend van zijn grootvader Charles-Louis de Ficquelmont. Hij bezat noch de ervaring, noch het universitair (of zelfs middelbaar) diploma om aan de toegangsvereisten te voldoen, maar op aangeven van de keizer kon hij aan de slag als onbetaald, voorlopig attaché in Brussel. Na zijn driejarige dienst onder de onorthodoxe Bohuslav Chotek, besloot Siegfried dat diplomatie iets voor hem was.
Zijn eerste aanstellingen tot ambassadeur, per interim, waren in Parijs en Sint-Petersburg. In 1897 volgde zijn benoeming tot gevolmachtigd minister van Oostenrijk-Hongarije bij het hof van Württemberg in Stuttgart, als opvolger van Burián von Rajecz. Twee jaar later verhuisde hij naar een andere post in Duitsland, het hof van Saksen te Dresden. Het waren missies die vooral uit traditie werden voortgezet, al was hun symbolische belang niet te onderschatten. Het prestige en de omstandigheden waren, vooral in Dresden, briljant en keizer Frans Jozef benoemde altijd favorieten op de post.
In december 1902 werd Siegfried benoemd in België. Brussel was een strategische post door de geografische ligging van het land en de dynastieke banden tussen de Habsburgers en de Coburgers (ingevolge het tragische huwelijk van Maximiliaan van Oostenrijk met Charlotte van België in 1857). Graaf Siegfried zou elf jaar op post blijven, tot het uitbreken van de Eerste Wereldoorlog in 1914. Hij was degene die op 28 augustus de Oostenrijkse oorlogsverklaring aan België overmaakte, zij het via Den Haag. Het is niet zeker hoe hij, ouderdomsdeken en gewaardeerd lid van het Brusselse corps diplomatique, dacht over de gezochte tekst opgesteld door de centrale regering. Hij verliet het land en vertrouwde de behartiging van de Oostenrijkse belangen in België toe aan zijn Amerikaanse collega Brand Whitlock. Tijdens de oorlog speelde Siegfried geen verdere rol.
In maart 1920 werd hij de zesde vorst van Clary-und-Aldringen door de dood van zijn oudere broer. Hij vestigde zich op het familiedomein in Bohemen. Negen jaar later overleed hij in het kasteel waar hij geboren was.

## Voetnoten
1. ↑  William D. Godsey, Aristocratic Redoubt. The Austro-Hungarian Foreign Office on the Eve of the First World War, 1999, p. 75
2. ↑  Het telegram verzonden op 28 augustus 1914 vanuit Den Haag (in het Frans) aan de Belgische Minister van Buitenlandse Zaken Davignon, via diens Nederlandse homoloog, is gepubliceerd in Belgisch Ministerie van Buitenlandse Zaken, Correspondance diplomatique relative à la guerre de 1914, Parijs, 1915, p. 52-53. De vertaling luidt: In opdracht van mijn Regering, heb ik de eer uwe Excellentie als volgt te berichten: "Aangezien België, na de voorstellen te hebben geweigerd die haar herhaaldelijk waren gedaan door Duitsland, haar militaire medewerking verleent aan Frankrijk en Groot-Brittannië die beiden de oorlog hebben verklaard aan Oostenrijk-Hongarije, en in aanwezigheid van het feit dat, zoals zonet is vastgesteld, de Oostenrijkse en Hongaarse onderdanen die zich in België bevonden onder de ogen van de Koninklijke autoriteiten een behandeling hebben moeten ondergaan die in strijd is met de meest primitieve vereisten van menselijkheid en ontoelaatbaar zelfs ten aanzien van onderdanen van een vijandelijke Staat, ziet Oostenrijk-Hongarije zich genoodzaakt de diplomatieke relaties te verbreken en beschouwt het zich vanaf heden in staat van oorlog met België. Ik verlaat het land met het personeel van de legatie en vertrouw de bescherming van mijn geadministreerden toe aan de Minister van de Verenigde Staten van Amerika in België. Vanwege de Keizerlijke en Koninklijke Regering worden de paspoorten overgemaakt aan Graaf Errembault de Dudzeele."